# 纳富俊行
纳富俊行（日语：／ Nōtomi Toshiyuki，1971年6月15日—），日本男子举重运动员。他曾代表日本参加1994年和1998年亚洲运动会举重比赛，获得一枚铜牌。他也曾参加1996年夏季奥林匹克运动会。